# Yin Lichuan
Yin Lichuan (Chinees: 尹丽川) (Chongqing, 1973) is een Chinees schrijfster, dichteres en filmmaker. Ze is vooral op het internet actief.
Yin Lichuans familie is afkomstig uit de provincie Jiangsu, maar zijzelf werd geboren in de stad/provincie Chongqing. Haar familie verhuisde vele malen en Yin ging in haar jeugd dan ook naar veel verschillende scholen. Uiteindelijk studeerde ze in 1996 af in de westerse talen aan de prestigieuze universiteit van Peking. Ze ging naar Frankrijk en studeerde in 1998 af aan de ESEC.
Yin Lichuan begon in 1999 te schrijven. Ze hoort bij de groep dichters die zich 'Het Onderlijf' noemen. Deze dichters schrijven, zoals de naam van de groep al doet vermoeden, over seks, maar niet uitsluitend. Zij schrijven over de zelfkant van de samenleving, over de mensen die er in het snelle leven van de stad buiten de boot zijn gevallen.
In 2001 kwam Yins eerste roman uit, in het Nederlands vertaald als Fucker. Eind 2009 verscheen een keuze uit haar gedichten, vertaald onder de titel Rozen en jeuk.
Sinds 2007 is Yin vooral actief als filmmaker. Ze heeft verschillende eigen films gemaakt, en schreef ook mee aan het scenario van Shanzhashu zhi lian (Engelse titel Under the Hawthorn Tree) van Zhang Yimou.

## Films
| Jaar | Engelse titel           | Chinese titel | Opmerkingen                                                                |
| ---- | ----------------------- | ------------- | -------------------------------------------------------------------------- |
| 2006 | The Park                | 公园          | FIPRESCI-prijs op het 2007 Mannheim-Heidelberg International Film Festival |
| 2008 | Knitting                | 牛郎织女      |                                                                            |
| 2010 | Under the Hawthorn Tree | 山楂树之恋    | Script                                                                     |
| 2011 | Sleepless Fashion       | 与时尚同居    |                                                                            |

- Biblioteca Nacional de España: XX5328060
- Bibliothèque nationale de France: cb151242677 (data)
- Gemeinsame Normdatei: 1044191880
- International Standard Name Identifier: 0000 0000 0188 1672
- Library of Congress Control Number: no2007079833
- MusicBrainz: b7db9088-fab8-456e-b18a-e6947c8bc876
- Nationale Bibliotheek van Israël: 987007416393305171
- Nederlandse Thesaurus van Auteursnamen: 266766552
- Système universitaire de documentation: 112089364
- Virtual International Authority File: 34754383